# Felsőpáhok, Zala
Felsőpáhok  este un sat în districtul Keszthely, județul Zala, Ungaria, având o populație de 621 de locuitori (2011). 

## Demografie
Componența etnică a satului Felsőpáhok
     Maghiari (94,92%)
     Germani (4,03%)
     Necunoscut (1,05%)
     Alții (1,05%)
Componența confesională a satului Felsőpáhok
     Romano-catolici (74,24%)
     Fără religie (6,12%)
     Reformați (1,93%)
     Luterani (1,45%)
     Necunoscută (16,26%)
     Alte religii (1,29%)
Conform recensământului din 2011, satul Felsőpáhok avea 621 de locuitori. Din punct de vedere etnic, majoritatea locuitorilor (94,92%) erau maghiari, cu o minoritate de germani (4,03%). Apartenența etnică nu este cunoscută în cazul a 1,05% din locuitori.  Din punct de vedere confesional, majoritatea locuitorilor (74,24%) erau romano-catolici, existând și minorități de persoane fără religie (6,12%), reformați (1,93%) și luterani (1,45%). Pentru 16,26% din locuitori nu este cunoscută apartenența confesională.